# 41-й гвардейский истребительный авиационный полк
41-й гвардейский истребительный авиационный Черновицкий ордена Кутузова полк (41-й гв. иап) — воинская часть ВВС Вооружённых Сил СССР, принимавшая участие в боевых действиях Великой Отечественной войны, вошедшая в состав ВВС России.

## Наименования полка
За весь период своего существования полк несколько раз менял своё наименование:
- 40-й истребительный авиационный полк;
- 41-й гвардейский истребительный авиационный полк;
- 41-й гвардейский истребительный авиационный Черновицкий полк;
- 41-й гвардейский истребительный авиационный Черновицкий ордена Кутузова полк;
- 712-й гвардейский истребительный авиационный Черновицкий ордена Кутузова полк;
- Полевая почта 40437.

## Создание полка
41-й гвардейский истребительный авиационный полк образован 8 февраля 1943 года путём переименования 40-го истребительного авиационного полка в гвардейский за образцовое выполнение боевых задач и проявленные при этом мужество и героизм на основании приказа НКО СССР.

## Преобразование полка
- 41-й гвардейский истребительный авиационный Черновицкий ордена Кутузова полк 20 февраля 1949 года переименован в 712-й гвардейский истребительный авиационный Черновицкий ордена Кутузова полк[2]
- 712-й гвардейский истребительный авиационный Черновицкий ордена Кутузова полк 30 сентября 1950 года в связи с передачей в войска ПВО переименован в 712-й гвардейский истребительный авиационный Черновицкий ордена Кутузова полк ПВО

## Расформирование полка
712-й гвардейский учебный истребительный авиационный Черновицкий ордена Кутузова полк был расформирован в рамках проводимой реформы Вооружённых Сил. Преемником полка стала 6980-я авиационная база, которая в свою очередь была расформирована в 2015 году

## В Действующей армии
В составе Действующей армии:
- с 7 сентября 1941 года по 8 февраля 1943 года (как 40-й истребительный авиационный полк) итого — 519 дней,
- с 8 февраля 1943 года по 25 февраля 1943 года, итого — 17 дней,
- с 12 мая 1943 года по 11 мая 1945 года, итого — 730 дней,

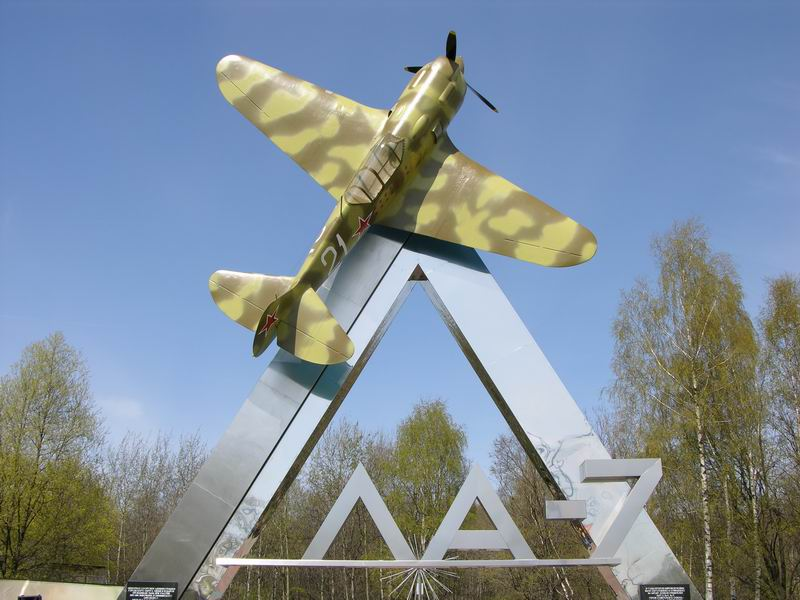
Ла-7

Всего 1266 дней

## Командиры полка
- майор Субботин Николай Иванович[3], 01.1941 — 13.10.1941
- капитан, майор Куракин Михаил Дмитриевич[3], 10.1941 — 27.07.1942
- гвардии майор, подполковник Чупиков Павел Фёдорович[3], 27.07.42 — 01.11.43
- гвардии капитан Павлов Александр Георгиевич[3], 01.11.43 — 01.12.43
- гвардии майор Злыгостев Иван Семёнович[3] (ВрИД), 17.12.43 — 1944
- гвардии майор, подполковник Павлов Александр Георгиевич[3], 25.01.1944 — 31.12.1945

## В составе соединений и объединений
| Период        | Фронт (округ)               | армия                          | корпус                                        | дивизия                                              | примечание                                                            |
| ------------- | --------------------------- | ------------------------------ | --------------------------------------------- | ---------------------------------------------------- | --------------------------------------------------------------------- |
| 08.02.1943 г. | Северо-Кавказский фронт     | 4-я воздушная армия            |                                               | 216-я смешанная авиационная дивизия                  | Полк преобразован в гвардейский, И-16                                 |
| 09.02.1943 г. | Северо-Кавказский фронт     | 4-я воздушная армия            |                                               | 217-я истребительная авиационная дивизия             | Полк переформирован, 3 аэ сформирована за счёт 1 аэ 84 А иап, И-16    |
| 25.02.1943 г. |                             |                                |                                               | 217-я истребительная авиационная дивизия             | убыл с фронта на доукомплектование                                    |
| 12.03.1943 г. | Московский военный округ    |                                | 14-й запасной истребительный авиационный полк | 217-я истребительная авиационная дивизия             | Иваново, Ла-5                                                         |
| 19.04.1943 г. | Воронежский фронт           |                                |                                               | 217-я истребительная авиационная дивизия             | Ла-5, аэр. Бутурлиновка                                               |
| 01.05.1943 г. | Резерв ставки ВГК           |                                | 5-й истребительный авиационный корпус         | 8-я гвардейская истребительная авиационная дивизия   | Ла-5                                                                  |
| 12.05.1943 г. | Воронежский фронт           | 2-я воздушная армия            | 5-й истребительный авиационный корпус         | 8-я гвардейская истребительная авиационная дивизия   | Ла-5                                                                  |
| 20.10.1943 г. | 1-й Украинский фронт        | 2-я воздушная армия            | 5-й истребительный авиационный корпус         | 8-я гвардейская истребительная авиационная дивизия   | Ла-5                                                                  |
| 01.04.1945 г. | 1-й Украинский фронт        | 2-я воздушная армия            | 5-й истребительный авиационный корпус         | 8-я гвардейская истребительная авиационная дивизия   | перевооружён на Ла-7, Германия                                        |
| 10.06.1945 г. | Центральная группа войск    | 2-я воздушная армия            | 5-й истребительный авиационный корпус         | 8-я гвардейская истребительная авиационная дивизия   | перевооружён на Ла-7, аэр. Фрайвальдау, Германия                      |
| 10.12.1945 г. | Центральная группа войск    | 2-я воздушная армия            | 5-й истребительный авиационный корпус         | 8-я гвардейская истребительная авиационная дивизия   | Ла-7, аэр. Секешфехервар, Венгрия                                     |
| 10.12.1947 г. | Закавказский военный округ  | 7-я воздушная армия            | 5-й истребительный авиационный корпус         | 8-я гвардейская истребительная авиационная дивизия   | Ла-7, аэр. Сальяны, Азербайджанская ССР                               |
| 20.02.1949 г. | Закавказский военный округ  | 7-я воздушная армия            | 62-й истребительный авиационный корпус        | 174-я гвардейская истребительная авиационная дивизия | переименован в 712-й гв. иап, Ла-7, аэр. Сальяны, Азербайджанская ССР |
| 01.04.1950 г. | Закавказский военный округ  | 7-я воздушная армия            | 62-й истребительный авиационный корпус        | 174-я гвардейская истребительная авиационная дивизия | переучивание на МиГ-15, аэр. Сальяны, Азербайджанская ССР             |
| 30.09.1950 г. |                             | Бакинская армия ПВО            | 62-й истребительный авиационный корпус ПВО    | 174-я гвардейская истребительная авиационная дивизия | передан в ПВО, МиГ-15, аэр. Сальяны, Азербайджанская ССР              |
| 1952 г.       | Бакинский округ ПВО         |                                | 15-й корпус ПВО                               | 174-я гвардейская истребительная авиационная дивизия | МиГ-17, аэр. Пирсагат, Азербайджанская ССР                            |
| 1957 г.       | Бакинский округ ПВО         |                                | 15-й корпус ПВО                               | 174-я гвардейская истребительная авиационная дивизия | МиГ-17, аэр. Пирсагат, Азербайджанская ССР                            |
| 01.07.1959 г. |                             |                                |                                               | 174-я гвардейская истребительная авиационная дивизия | МиГ-17, аэр. Пирсагат, Азербайджанская ССР                            |
| 01.08.1959 г. |                             |                                |                                               | 26-я авиационная дивизия ПВО                         | МиГ-17, Канск, Красноярский край                                      |
| 1975 г.       |                             |                                |                                               | 26-я авиационная дивизия ПВО                         | Су-15ТМ, Канск, Красноярский край                                     |
| 01.04.1980 г. | Забайкальский военный округ |                                |                                               | 26-я авиационная дивизия ПВО                         | Су-15ТМ, Канск, Красноярский край                                     |
| 01.04.1986 г. |                             | 39-й Мукденский корпус ПВО     |                                               |                                                      | Су-15ТМ, Канск, Красноярский край                                     |
| 1988 г.       |                             |                                |                                               | 94-я авиационная дивизия ПВО                         | Су-15ТМ, Канск, Красноярский край                                     |
| 1988 г.       |                             |                                |                                               | 94-я авиационная дивизия ПВО                         | МиГ-31, Канск, Красноярский край                                      |
| 1998 г.       |                             | 14-я воздушная армия ВВС и ПВО |                                               |                                                      | МиГ-31, Канск, Красноярский край                                      |
| 2009 г.       |                             |                                |                                               |                                                      | полк расформирован                                                    |

## Участие в операциях и битвах

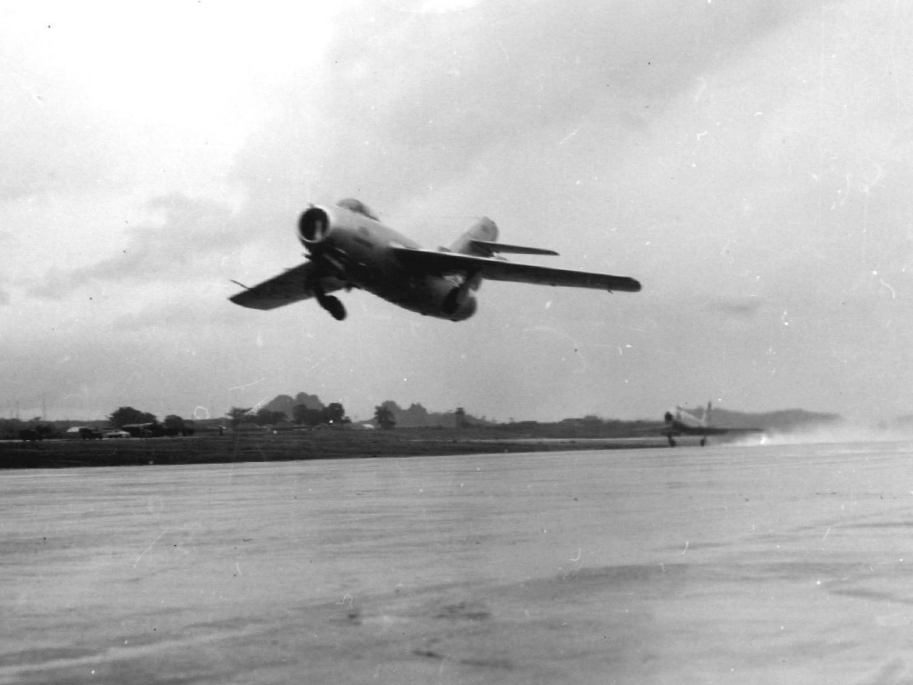
МиГ-15

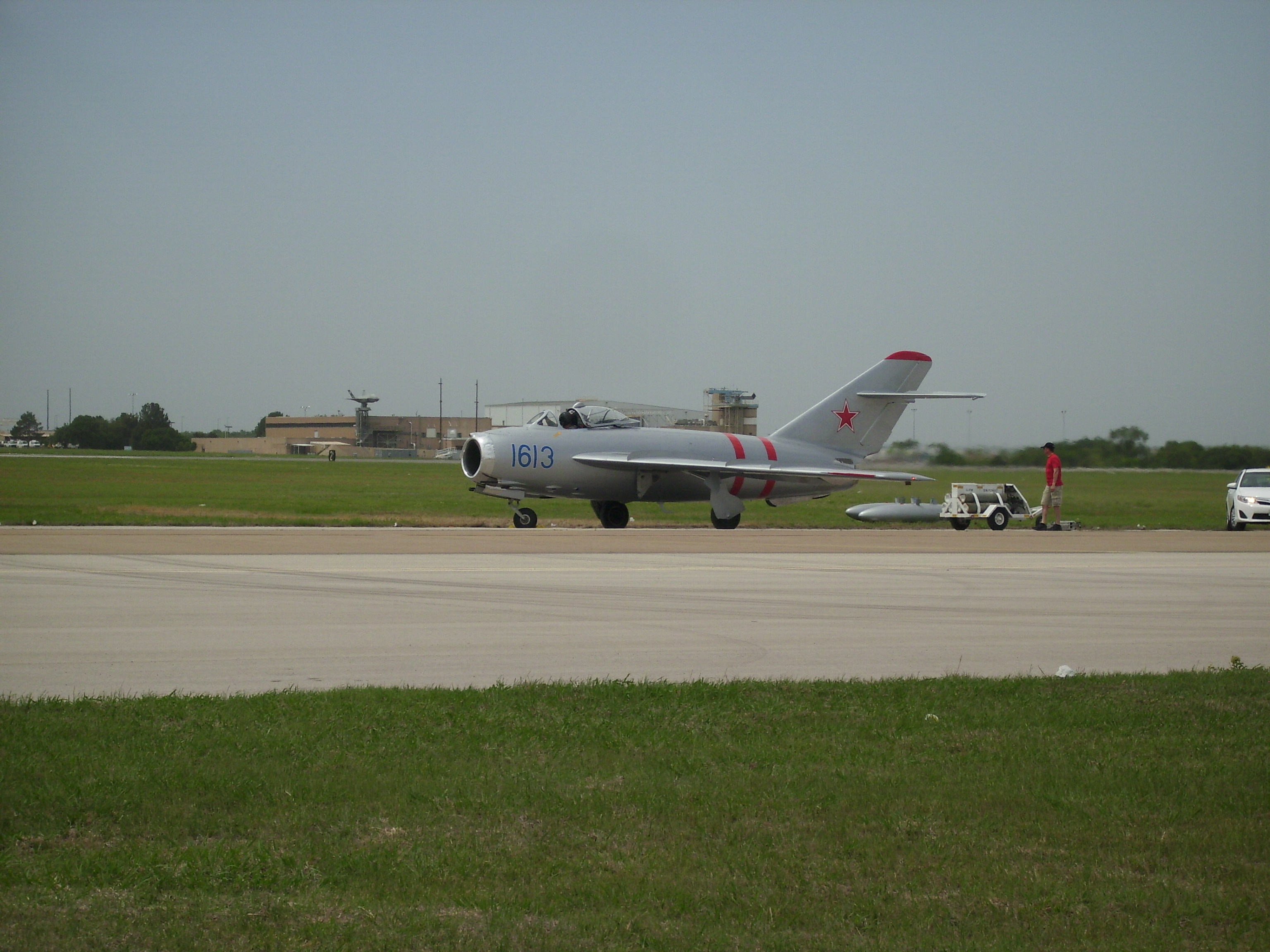
МиГ-17

- Воздушные сражения на Кубани с апреля 1943 года по июнь 1943 года
- Курская битва с 5 июля 1943 года по 23 августа 1943 года
- Белгородско-Харьковская операция «Румянцев» с 3 августа 1943 года по 23 августа 1943 года
- Черниговско-Припятская операция[5] с 26 августа 1943 года по 30 сентября 1943 года.
- Киевская операция с 3 ноября 1943 года по 22 декабря 1943 года
- Гомельско-Речицкая операция с 10 ноября 1943 года по 30 ноября 1943 года.
- Житомирско-Бердичевская операция[5] с 24 декабря 1943 года по 14 января 1944 года
- Корсунь-Шевченковская операция[5] с 24 января 1944 года по 17 февраля 1944 года.
- Ровно-Луцкая операция[5] с 27 января 1944 года по 11 февраля 1945 года.
- Проскуровско-Черновицкая операция[5] с 4 марта 1944 года по 17 апреля 1944 года
- Львовско-Сандомирская операция[5] с 13 июля 1944 года по 29 августа 1944 года.
- Карпатско-Дуклинская операция[6] с 8 сентября 1944 года по 28 октября 1944 года.
- Сандомирско-Силезская операция[6] с 12 января 1945 года по 23 февраля 1945 года
- Нижне-Силезская наступательная операция[6] с 3 февраля 1945 года по 30 марта 1945 года
- Верхне-Силезская наступательная операция[6] с 15 марта 1945 года по 31 марта 1945 года
- Берлинская операция[6] с 16 апреля 1945 года по 8 мая 1945 года.
- Пражская операция[6] с 6 мая 1945 года по 11 мая 1945 года.

## Почётные наименования
- 41-му гвардейскому истребительному авиационному полку за отличие в боях с немецкими захватчиками за освобождение города Черновцы 8 апреля 1944 года присвоено почётное наименование «Черновицкий»[7]

## Награды
- За образцовое выполнение боевых заданий командования за овладение городами Глейвиц, Хжанув и проявленные при этом доблесть и мужество 41-й гвардейский истребительный авиационный Черновицкий полк награждён орденом Кутузова III степени[8]

## Благодарности Верховного Главнокомандующего

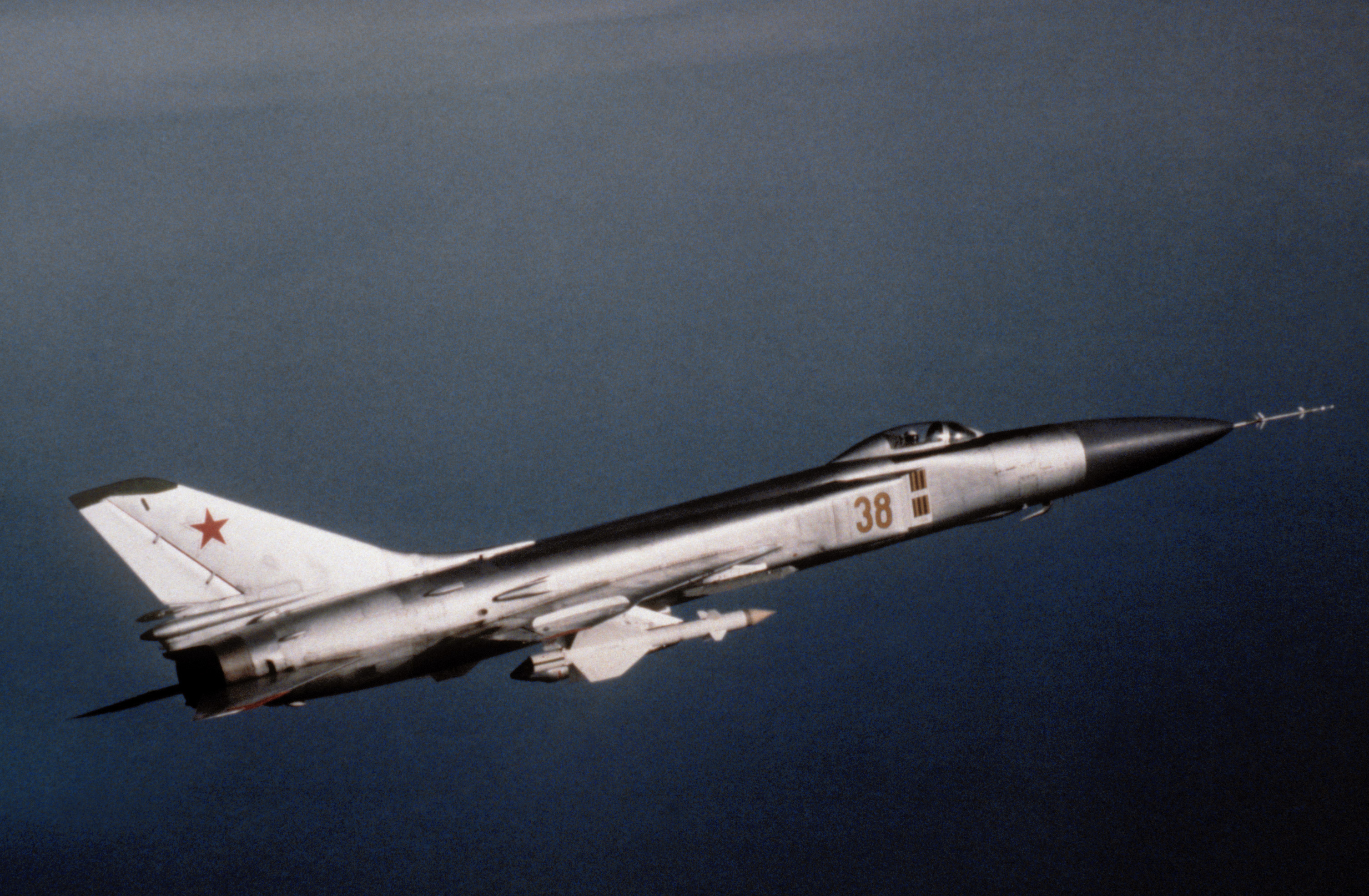
Су-15

- За овладение столицей Украины городом Киев[9]
- За овладение городом Кременец — мощной естественной крепостью на хребте Кременецких гор, усиленной немцами развитой сетью искусственных оборонительных сооружений[10]
- За овладение городом и оперативно важным железнодорожным узлом Чертков, городом Гусятин, городом и железнодорожным узлом Залещики на реке Днестр и освобождении более 400 других населённых пунктов[11]
- За выход на государственную границу с Чехословакией и Румынией на фронте протяжением до 200 километров, овладении городом Серет и занятие свыше 30 других населённых пунктов на территории Румынии[12]
- За овладение областным центром Украины городом Тарнополь — крупным железнодорожным узлом и сильным опорным пунктом обороны немцев на львовском направлении[13]
- За овладение городами Порицк, Горохов, Радзехов, Броды, Золочев, Буек, Каменка, городом и крупным железнодорожным узлом Красное и занятии свыше 600 других населённых пунктов[14]
- За овладение важным хозяйственно-политическим центром и областным городом Украины Львов — крупным железнодорожным узлом и стратегически важным опорным пунктом обороны немцев, прикрывающим пути к южным районам Польши[15]
- За овладение городом и крепостью Перемышль и городом Ярослав — важными узлами коммуникаций и мощными опорными пунктами обороны немцев, прикрывающими пути на Краков[16]
- За овладение городом Дембица — крупным центром авиационной промышленности и важным узлом коммуникаций на краковском направлении[17]
- За овладение городами Ченстохова, Пшедбуж и Радомско[18]
- За овладение городом Краков[19]
- За овладение центром Силезского промышленного района городом Глейвиц и в Польше городом Хжанув[20]
- За овладение городом Гинденбург[21]
- За овладение городами Сосновец, Бендзин, Домброва-Гурне, Челядзь и Мысловице — крупными центрами Домбровского угольного района[22]
- За овладение в Домбровском угольном районе городами Катовице, Семяновиц, Крулевска Гута (Кёнигсхютте), Миколув (Николаи) и в Силезии городом Беутен[23]
- За овладение городами Олау, Бриг, Томаскирх, Гротткау, Левен и Шургаст — важными узлами коммуникаций и сильными опорными пунктами обороны немцев на западном берегу Одера[24]
- За разгром окружённой группировки противника юго-западнее Оппельна и овладении в Силезии городами Нойштадт, Козель, Штейнау, Зюльц, Краппитц, Обер-Глогау, Фалькенберг[25]
- За овладение в Силезии, западнее Одера, городами Нейссе и Леобшютц[26]
- За овладение городами Ратибор и Бискау[27]
- За овладение городами Котбус, Люббен, Цоссен, Беелитц, Лукенвальде, Тройенбритцен, Цана, Мариенфельде, Треббин, Рангсдорф, Дидерсдорф, Тельтов и вход с юга в столицу Германии Берлин[28]
- За овладение городам Виттенберг — важным опорным пунктом обороны немцев на реке Эльба[29]
- За овладение городом и крепостью Бреславль (Бреслау)[30]

## Отличившиеся воины полка
- Клепиков Николай Фёдорович, гвардии капитан, штурман 41-го гвардейского истребительного авиаполка 8-й гвардейской истребительной авиадивизии 2-й воздушной армии Воронежского фронта, гвардии капитан, Указом Президиума Верховного Совета СССР от 28 сентября 1943 года удостоен звания Героя Советского Союза.
- Куманичкин Александр Сергеевич, гвардии капитан, командир эскадрильи 41-го гвардейского истребительного авиаполка 8-й гвардейской истребительной авиадивизии 2-й воздушной армии 1-го Украинского фронта, гвардии капитан, Указом Президиума Верховного Совета СССР от 13 апреля 1944 года за мужество и воинскую доблесть, проявленные в воздушных боях с немецкими захватчиками удостоен звания Героя Советского Союза.
- Лобанов Александр Васильевич, гвардии старший лейтенант, заместитель командира эскадрильи 41-го гвардейского истребительного авиаполка 8-й гвардейской истребительной авиадивизии Указом Президиума Верховного Совета СССР от 28 сентября 1943 года за образцовое выполнение боевых заданий командования на фронте борьбы с немецкими захватчиками и проявленные при этом отвагу и геройство присвоено звание Героя Советского Союза.
- Павлов Александр Георгиевич, гвардии капитан, командир эскадрильи 41-го гвардейского истребительного авиаполка 8-й гвардейской истребительной авиадивизии 5-го истребительного авиакорпуса 2-й воздушной армии Воронежского фронта Указом Президиума Верховного Совета СССР от 28 сентября 1943 года за образцовое выполнение боевых заданий командования на фронте борьбы с немецкими захватчиками и проявленные при этом отвагу и геройство присвоено звание Героя Советского Союза.
- Семенцов Михаил Иванович, гвардии старший лейтенант, заместитель командира эскадрильи 41-го гвардейского истребительного авиаполка 8-й гвардейской истребительной авиадивизии Указом Президиума Верховного Совета СССР от 28 сентября 1943 года за образцовое выполнение боевых заданий командования на фронте борьбы с немецкими захватчиками и проявленные при этом отвагу и геройство присвоено звание Героя Советского Союза. Навечно зачислен в списки части.

- Шлепов Виктор Петрович, гвардии капитан, командир эскадрильи 41-го гвардейского истребительного авиаполка 8-й гвардейской истребительной авиадивизии 5-го истребительного авиакорпуса 2-й воздушной армии Воронежского фронта Указом Президиума Верховного Совета СССР от 28 сентября 1943 года за образцовое выполнение боевых заданий командования на фронте борьбы с немецкими захватчиками и проявленные при этом отвагу и геройство присвоено звание Героя Советского Союза.

## Статистика боевых действий
Всего за годы Великой Отечественной войны полком:
| Выполнено боевых вылетов | Сбито самолётов в воздухе | Уничтожено самолётов всего |
| ------------------------ | ------------------------- | -------------------------- |
| 14140                    | 299                       | 340                        |

Свои потери:
| Потеряно самолётов, всего | Погибло лётчиков всего | Погибло лётчиков в воздушных боях | Не вернулись с боевого задания | Погибло при налётах и прочие небоевые потери | Погибло в авиакатастрофах и умерло от ран |
| ------------------------- | ---------------------- | --------------------------------- | ------------------------------ | -------------------------------------------- | ----------------------------------------- |
| 169                       | 65                     | 32                                | 23                             | 1                                            | 9                                         |

## Самолёты на вооружении
| Период       | Самолёты       |
| ------------ | -------------- |
| 1938 — 1941  | И-16           |
| 1941 — 1942  | ЛаГГ-3         |
| 1942 — 1945  | Ла-5           |
| 1944 — 1950  | Ла-7           |
| 1950 — 19545 | МиГ-15         |
| 1952 — 1975  | МиГ-17         |
| 1975 — 1993  | Су-15, Су-15ТМ |
| 1993 — 2009  | МиГ-31         |